# Natalia Dadiani
Natalia Dadiani (n. 30 august 1865 – d. 18 octombrie 1903, Chișinău, Imperiul Rus) a fost o principesă și pedagogă din Gubernia Basarabia.
S-a născut în familia unui boier din părțile Tighinei. După absolvirea cu medalia de aur a gimnaziului, a predat geografia la Gimnaziul particular al B. Narodostavskaia, preluând conducerea gimnaziului după moartea acesteia. Contribuția sa aici a fost atât de semnificativă, încât instituția a fost transformată în gimnaziu de opt clase, subordonat Ministerului Învățământului Public, și numită „Gimnaziul pentru fete nr. 2 din Chișinău, întemeiat de principesa Dadiani”.
În 1900, un nou edificiu a fost ridicat pentru gimnaziu, pe actuala str. 31 august 1989 din Chișinău. Construcția a fost finanțată de însăși Dadiani. Clădirea, executată în stil eclectic după un proiect de Alexandru Bernardazzi, este un monument de arhitectură și găzduiește în prezent Muzeul Național de Artă al Moldovei. După 1918, instituția a fost redenumită în „Liceul de Fete «Principesa N. Dadiani»”.
Principesa a fost înmormântată la Cimitirul Armenesc din Chișinău. Pe piatra sa funerară este scris: „Neobositei truditoare pe tărâmul învățământului feminin, neuitatei principese Natalia Dadiani, de la colaboratori și prieteni”. Un liceu din sectorul Buiucani îi poartă numele.